# Storia della mia fuga dai Piombi
(Giacomo Casanova, Storia della mia fuga dai Piombi)
Storia della mia fuga dai piombi (titolo originale Histoire de ma fuite des prisons de la République de Venise qu'on appelle les Plombs) è un libro dell'avventuriero e scrittore veneziano Giacomo Casanova (1725-1798). Il libro fu pubblicato per la prima volta a Lipsia nel 1788 in lingua francese col nome dell'autore Jacques Casanova, Chevalier de Seingalt.
L'autore racconta la sua evasione avventurosa dalla prigione dei Piombi a Venezia, e la successiva fuga in Francia. L'autore dette alle stampe la cronaca della vicenda poiché «...stanco di raccontarla a voce». La narrazione fu successivamente inglobata dall'Autore nelle sue celeberrime Memorie (anch'esse redatte in francese), la gigantesca opera autobiografica pubblicata solamente postuma, con le ben note censure e manomissioni.

## Trama
Nel luglio 1755 iniziò la sua prigionia nel carcere del Palazzo dei Dogi, chiamato i Piombi, a Venezia, a quel tempo ritenuto un carcere di massima sicurezza. Le accuse che lo avevano condotto alla reclusione sono state oggetto di grande discussione in quanto quelle apparenti (blasfemia, detenzione di libri proibiti e circonvenzione di alcuni nobili), molto probabilmente ne nascondevano altre, rimaste occulte ma che sono comunque ipotizzabili come ad esempio l'essere membro della Massoneria.
Attraverso una narrazione coinvolgente e sapida, il Casanova racconta meticolosamente i luoghi e i personaggi incontrati durante il periodo di detenzione e l'incredibile fuga dalla prigione veneziana, notizia che destò molto scalpore al tempo.
Le prigioni dei Piombi erano infatti ritenute estremamente sicure, luogo dal quale fosse impossibile evadere, oltreché prigioni terribili per le condizioni della detenzione, con celle poste sotto i tetti ricoperti da piombo che, a causa dell'alta conducibilità del materiale, erano molto fredde durante il periodo invernale ed afose nel periodo estivo. In altre celle, i cosiddetti Pozzi, la detenzione si svolgeva in situazioni ancora più disumane, essendo poste sotto il livello del mare e quindi periodicamente soggette ad allagamento.
Appena riavutosi dall'arresto, Casanova cominciò ad organizzare la fuga. Un primo tentativo fu fatto fallire da uno spostamento di cella. Fu il secondo tentativo, messo in atto nella notte fra il 31 ottobre e il 1º novembre 1756, ad aver successo: passando dalla cella alle soffitte, attraverso un foro praticato nel soffitto da un compagno di reclusione, il frate somasco Marino Balbi, Casanova uscì sul tetto e successivamente si calò di nuovo all'interno del Palazzo Ducale di Venezia da un abbaino.
Attraversati vari ambienti della cancelleria i fuggiaschi furono notati da un passante e Casanova riuscì a convincerlo di essere un visitatore rimasto chiuso dentro. L'uomo fece accorrere uno dei custodi, anch'egli credette alla versione di Casanova e aprì il portone consentendo ai due di uscire e di allontanarsi velocemente a bordo di una gondola.

## Edizioni
La prima edizione italiana dell'opera si deve a Salvatore di Giacomo, autore della prefazione e della traduzione dal francese. A questa ne seguirono le seguenti:
- Historia della mia fuga dalle Prigioni della Repubblica di Venezia dette "li Piombi". Scritta a Dux in Boemia l'anno 1787 da Giacomo Casanova di Seingalt, Milano, Alfieri & Lacroix, 1911.
- La mia fuga dai Piombi di Venezia, Firenze, Adriano Salani, 1923.
- Storia della mia fuga dalle prigioni della Repubblica di Venezia dette "li Piombi", Introduzione, trad. e note critiche di Mario Mazzucchelli, Milano, Edizioni Clio, 1945. - Collana BUR n.146-147, Rizzoli, 1950; Introd. di Giacinto Spagnoletti, Collana Classici n.723, BUR, Milano, 1989.
- Storia della mia fuga dai Piombi di Venezia, trad. e cura di Pietro Bartalini Bigi, 16 tavole a colori di Giorgio De Chirico, Collana Classici illustrati, Roma, Armando Curcio, 1967. - Collana Tascabili Economici, Newton Compton, Roma, 1993.
- Storia della mia fuga dai Piombi, Introd., trad. e note di Piero Chiara, Collana Oscar, Milano, Mondadori, 1976.